# Phrurolithus duncani
Phrurolithus duncani is een spinnensoort uit de familie van de Phrurolithidae.
De wetenschappelijke naam van de soort werd in 1925 als Phruronellus duncani gepubliceerd door Ralph Vary Chamberlin.